# Quận Randolph, North Carolina
Quận Randolph là một quận nằm ở tiểu bang Bắc Carolina.  Tại thời điểm năm 2000, quận có dân số 130,454 người. Quận lỵ đóng ở Asheboro.6 Trung tâm dân số Bắc Carolina nằm ở Seagrove.

## Địa lý
Theo Cục điều tra dân số Hoa Kỳ, quận có tổng diện tích 790 dặm Anh vuông (2.046 km²), trong đó, 787 dặm Anh vuông (2.039 km²) là diện tích đất và 3 dặm Anh vuông (7 km²) trong tổng diện tích (0,33%) là diện tích mặt nước. 

### Các thị trấn
Quận được chia thành 22 xã: Asheboro, Archdale, Back Creek, Brower, Cedar Grove, Coleridge, Columbia, Concord, Farmer, Franklinville, Grant, Level Cross, Liberty, New Hope, New Market, Pleasant Grove, Providence, Randleman, Richland, Tabernacle, Trinity, và Union.

### Các quận giáp ranh
- Quận Guilford, Bắc Carolina - Bắc
- Quận Alamance, Bắc Carolina - Đông bắc
- Quận Chatham, Bắc Carolina - Đông
- Quận Moore, Bắc Carolina - Đông nam
- Quận Montgomery, Bắc Carolina - Tây nam
- Quận Davidson, Bắc Carolina - Tây

## Cư dân nổi tiếng
- Naomi Wise
- Richard Petty
- Lee Petty.
- Kyle Petty
- Adam Petty

## Thông tin nhân khẩu
Theo cuộc điều tra dân số2 tiến hành năm 2000, quận này có dân số 130.454 người, 50.659 hộ, và 37.335 gia đình sinh sống trong quận này. Mật độ dân số là 166 người trên mỗi dặm Anh vuông (64/km²). Đã có 54.422 đơn vị nhà ở với một mật độ bình quân là 69 trên mỗi dặm Anh vuông (27/km²).  Cơ cấu chủng tộc của dân cư sinh sống tại quận này gồm 89,20% người da trắng, 5,63% người da đen hoặc người Mỹ gốc Phi, 0,45% người thổ dân châu Mỹ, 0,64% người gốc châu Á, 0,02% người các đảo Thái Bình Dương, 3,01% từ các chủng tộc khác, và 1,06% từ hai hay nhiều chủng tộc.  6,63% dân số là người Hispanic hoặc người Latin thuộc bất cứ chủng tộc nào.
As with much of North Carolina the Latino population of Randolph County continued to grow into the twenty-first century.  2005 figures placed the Latino population as 9,3% of the county's total.
In 2000 Có 50,659 hộ trong đó có 33,70% có con cái dưới tuổi 18 sống chung với họ, 59,10% là những cặp kết hôn sinh sống với nhau, 10,20% có một chủ hộ là nữ không có chồng sống cùng, và 26,30% là không gia đình. 22,50% trong tất cả các hộ gồm các cá nhân và 8,60% có người sinh sống một mình và có độ tuổi 65 tuổi hay già hơn.  Quy mô trung bình của hộ là 2,55 còn quy mô trung bình của gia đình là 2,97,
Phân bố độ tuổi của cư dân sinh sống trong huyện là 25,00% dưới độ tuổi 18, 8,00% từ 18 đến 24, 31,30% từ 25 đến 44, 23,50% từ 45 đến 64, và 12,10% người có độ tuổi 65 tuổi hay già hơn.  Độ tuổi trung bình là 36 tuổi. Cứ mỗi 100 nữ giới thì có 97,80 nam giới. Cứ mỗi 100 nữ giới có độ tuổi 18 và lớn hơn thì, có 95,40 nam giới.
Thu nhập bình quân của một hộ ở quận này là $38.348, và thu nhập bình quân của một gia đình ở quận này là $44.369, Nam giới có thu nhập bình quân $30.575 so với mức thu nhập $22.503 đối với nữ giới. Thu nhập bình quân đầu người của quận là $18.236, Khoảng 6,80% gia đình và 9,10% dân số sống dưới ngưỡng nghèo, bao gồm 11,60% những người có độ tuổi 18 và 11,50% là những người 65 tuổi hoặc già hơn.